# Танака, Ясуси
Ясуси Танака (яп. 保田中, 13 мая 1886, Сайтама, Канто, Япония — 24 апреля 1941, Париж, Франция) — японский художник и учитель живописи, наиболее известный своими портретами женщин.

## Биография
Отец Танаки был бизнесменом. После его смерти в 1902 году семья обанкротилась и впала в нищету. Как только Ясуси закончил своё начальное образование, он покинул дом и иммигрировал в 1904 году в Сиэтл, где зарабатывал на жизнь мытьём посуды и работой продавцом арахиса, изучая английский язык в вечерних классах средней школы Бродвея. Он также самостоятельно изучал живопись, пока не смог организовать официальные уроки с голландским художником Фокко Тадамой, который позже стал покровителем Тоси Симидзу и других японских художников в Сиэтле. Свою первую персональную выставку Танака провёл в выставочном зале Публичной библиотеки Сиэтла в 1915 году, а позже в том же году представил свои работы на Панамо-Тихоокеанской Международной выставке.
В течение следующих двух лет его первые обнажённые портреты получили много негативной критики. В результате, однако, в 1917 году Ясуси встретил писательницу и искусствоведа Луизу Гебхард Кэнн и женился на ней. Он продолжал выставляться ещё несколько лет, получив несколько наград, но они с Луизой решили, что рынок искусства в Соединённых Штатах невосприимчив к его работам, и в 1920 году переехали в Париж. Там Танака выставлялся в Societe Nationale des Beaux-Arts, на Осеннем салоне и Salon des Tuileries.
Одна из его картин была приобретена французским правительством. В 1924 году восемь его картин были приобретены принцем Нарухико и принцем Ясухико, которые находились во Франции, обучаясь в особой военной школе Сен-Сир. В следующем году Ясуси продавал живопись в Люксембургский музей.
Танака жил на улице Нотр-Дам-де-Шам в Париже с 1923 года и до самой своей смерти. В 1939 году, после начала Второй мировой войны, большинство японцев во Франции были вынуждены вернуться в Японию, но, имея американскую жену, он смог остаться в Париже. Ясуси умер во время немецкой оккупации. После войны Луиза увезла его прах в Японию для захоронения. В 1946 году в парижской галерее Марсель состоялась ретроспектива.
Его непроданные картины оставались у Луизы до самой её смерти, когда они были обнаружены коллекционером произведений искусства, который отвёз их в Японию и в 1976 году представил первую выставку работ Танаки на своей родине. Большинство из них сейчас находятся в коллекции Музея современного искусства в Сайтаме. Его работы также хранятся в Архиве американского искусства.

## Галерея

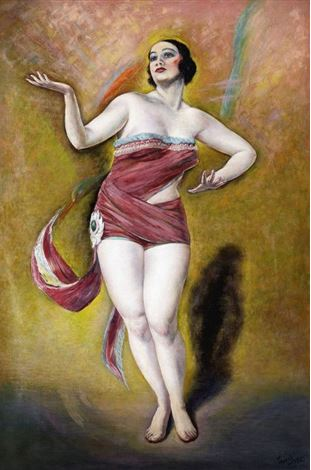
Танцующая женщина в костюме (1925)
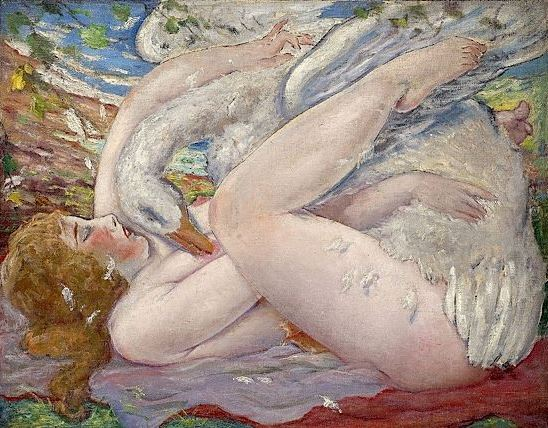
Леда и лебедь
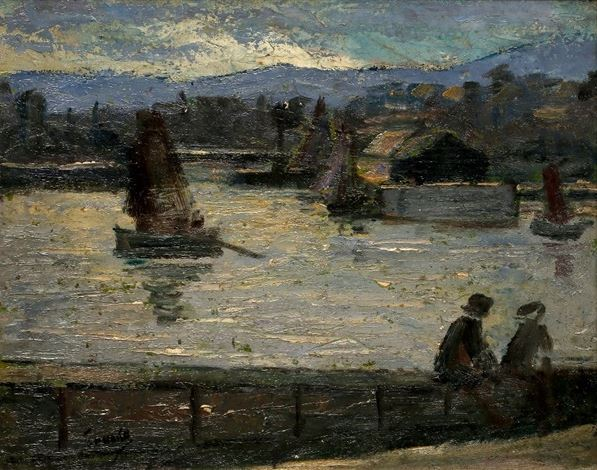
Вечер на реке
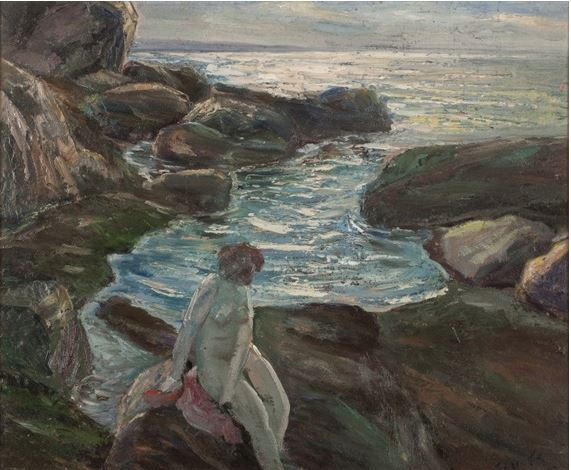
Скалы